# Piru
Piru est une census-designated place des États-Unis située dans le Comté de Ventura et l'état de Californie, dans la vallée du fleuve Santa Clara et à proximité du lac Piru. Elle compte 2 063 habitants au recensement de 2010.

## Démographie
| 2000  | 2010  | - | - | - | - |
| ----- | ----- | - | - | - | - |
| 1 196 | 2 063 | - | - | - | - |